# Castelo d'Aurignac

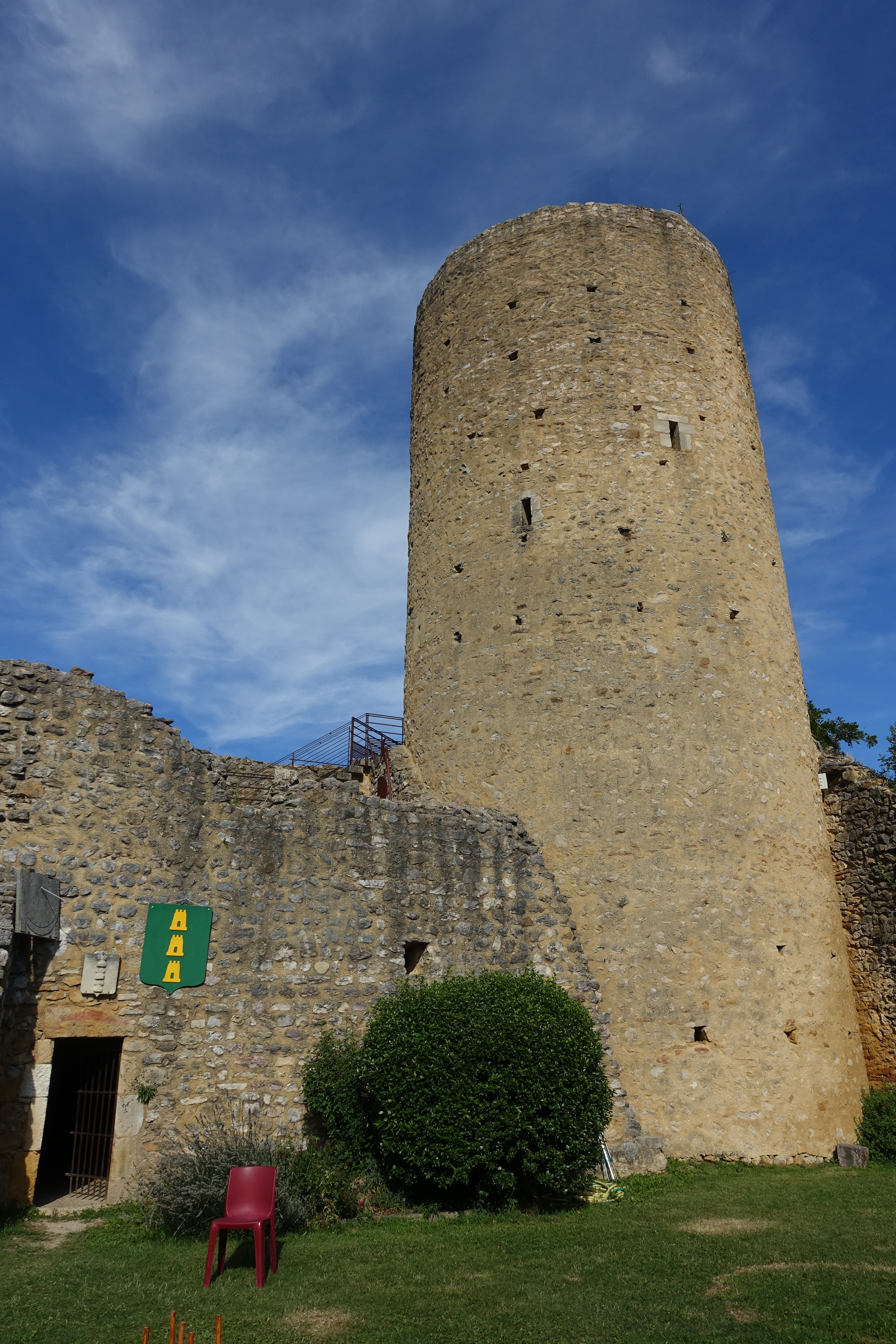
Fortaleza restaurada do Castelo d'Aurignac do século XIII

O Castelo d'Aurignac é um castelo em ruínas do século XIII na comuna de Aurignac, no Haute-Garonne, um departamento da França.
O castelo foi construído numa colina antes de 1240 por Bernard V, Condes de Comminges, e a vila desenvolveu-se ao redor dele. Henrique IV ordenou a destruição do castelo no início do século XVII e, embora ainda fosse parcialmente habitado em 1627, caiu em desuso pouco tempo depois. Hoje, só resta a igreja, uma torre de menagem bem restaurada no alto da colina e algumas partes das muralhas, que foram incorporadas em casas.
Propriedade do município, está classificado desde 1979 como monumento histórico pelo Ministério da Cultura da França.